# Romanian Open 2025
Il Romanian Open 2025, ufficialmente Țiriac Open per motivi di sponsorizzazione, è stato un torneo di tennis giocato sulla terra rossa. È stata la 26ª edizione dell'evento, facente parte della categoria ATP Tour 250 nell'ambito dell'ATP Tour 2025. Si è giocato al Centrul Național de Tenis di Bucarest, in Romania, dal 31 marzo al 6 aprile 2025.

## Partecipanti

### Teste di serie
| Nazionalità | Giocatore             | Ranking* | Testa di serie |
| ----------- | --------------------- | -------- | -------------- |
| Argentina   | Sebastián Báez        | 36       | 1              |
| Spagna      | Pedro Martínez        | 40       | 2              |
| Italia      | Flavio Cobolli        | 43       | 3              |
| Cile        | Nicolás Jarry         | 47       | 4              |
| Spagna      | Roberto Bautista Agut | 50       | 5              |
| Ungheria    | Fábián Marozsán       | 59       | 6              |
| Argentina   | Mariano Navone        | 62       | 7              |
| Argentina   | Camilo Ugo Carabelli  | 65       | 8              |

* Ranking al 17 marzo 2025.

### Altri partecipanti
I seguenti giocatori hanno ricevuto una wildcard per il tabellone principale:
- Richard Gasquet
- Filip Cristian Jianu
- Stan Wawrinka

Il seguente giocatore è entrato in tabellone attraverso il programma Next Gen per giocatori under 20 e con ranking in top 250:
- Nishesh Basavareddy

I seguenti giocatori sono passati dalle qualificazioni:

- Martin Kližan
- Filip Misolic
- Timofej Skatov
- Valentin Vacherot

Il seguente giocatore è entrato in tabellone come lucky loser:
- Radu Albot

### Ritiri
Prima del torneo
- Miomir Kecmanović → sostituito da  Tseng Chun-hsin
- Corentin Moutet → sostituito da  Gabriel Diallo

## Partecipanti al doppio

### Teste di serie
| Nazione     | Giocatore         | Nazione   | Giocatore        | Ranking* | Testa di serie |
| ----------- | ----------------- | --------- | ---------------- | -------- | -------------- |
| Spagna      | Marcel Granollers | Argentina | Horacio Zeballos | 21       | 1              |
| Belgio      | Sander Gillé      | Polonia   | Jan Zieliński    | 60       | 2              |
| Regno Unito | Jamie Murray      | Rep. Ceca | Adam Pavlásek    | 66       | 3              |
| Francia     | Sadio Doumbia     | Francia   | Fabien Reboul    | 67       | 4              |

* Ranking al 17 marzo 2025.

### Altri partecipanti
Le seguenti coppie di giocatori hanno ricevuto una wildcard per il tabellone principale:
- Marius Copil /  Luca Preda
- Cezar Crețu /  Bogdan Pavel

### Ritiri
Prima del torneo
- Matthew Ebden /  John Peers → sostituiti da  Victor Vlad Cornea /  Andreas Mies
- Kevin Krawietz /  Tim Pütz → sostituiti da  Marcelo Demoliner /  Matwé Middelkoop
- Nikola Mektić /  Michael Venus → sostituiti da  Íñigo Cervantes /  Pedro Martínez

## Punti
| Evento    | V   | F   | SF  | QF | 2T   | 1T | Q    | Q2   | Q1   |
| Singolare | 250 | 165 | 100 | 50 | 25   | 0  | 13   | 7    | 0    |
| Doppio    | 250 | 150 | 90  | 45 | N.D. | 0  | N.D. | N.D. | N.D. |

## Montepremi
| Evento    | V       | F       | SF      | QF      | 2T      | 1T     | Q2     | Q1     |
| Singolare | 90675 € | 52890 € | 31090 € | 18015 € | 10460 € | 6390 € | 3200 € | 1745 € |
| Doppio*   | 31530 € | 16940 € | 9910 €  | 5500 €  | N.D.    | 3240 € | N.D.   | N.D.   |

*per team

## Campioni

### Singolare
Flavio Cobolli ha sconfitto in finale  Sebastián Báez con il punteggio di 6–4, 6–4.
- È il primo titolo in carriera per Cobolli.

### Doppio
Marcel Granollers /  Horacio Zeballos hanno sconfitto in finale  Jakob Schnaitter /  Mark Wallner col punteggio di 7–6(3), 6–4.